# 小山めぐみ
小山 めぐみ（こやま めぐみ、1976年2月25日 - ）は、日本の舞台女優、ナレーター、声優。
北海道小樽市出身。

## 来歴
北海道小樽潮陵高等学校在籍時代から演劇部に所属し本格的に演劇を始める。
その後北星学園大学に進学、演劇サークルに所属と平行して、ユニットでも公演を行う。
また、北海学園大学演劇研究会のメンバーを中心とした劇団SKグループに旗揚げメンバーとして加入。客演としてTEAM NACS、劇団イナダ組、他ユニットにも多数参加。
札幌演劇界の人気メンバーで結成されたコミックロックバンド、EDASULLIVANSでコーラス担当。
劇団に所属しつつCM出演、ナレーター、テレビ北海道の旅コミ北海道などでリポーターを担当、FM NORTH WAVE、NHK FMシアターなどのラジオドラマにも出演し、ラジオカロスサッポロ、エフエムしろいしなどでコミュニティラジオのパーソナリティ等としても活躍。
HBC北海道放送にてルーツを探るという特番で単身ドキュメンタリーも放送。
2009年劇団SKグループ最終公演終了後、扁桃腺除去手術。
2010年5月頃より生まれた時の事故が原因で右目が見えなくなる。
2011年11月、千葉にて角膜移植手術を受ける。右目が見えなくなってから約一年半後の移植手術だった。
その後、移植の経過を定期的に確認するため通院が必要となり一年ほど札幌から千葉へ数ヵ月毎に通い、38歳を目前に上京。
2016年12月、KOYAMASONICを企画・主催・出演。
「小山めぐみが満を待ち切れずに様々な作家を招いてお送りする、4日間のKOYAMAの祭典、それがKOYAMASONIC」と銘打ち一人芝居を1本、二人芝居を3本の計4本を回ごとに組み合わせを変えて上演。
2017年10月、株式会社アニモプロデュース所属俳優となる。
2023年6月30日付にて株式会社アニモプロデュースを退所。
2024年2月半ばより鬱発症、7月に乳がん発症で闘病中。

## 人物
- 好きな色は青と白。
- 好きな食べ物はチョコレートと紅茶と豚カツ。
- 好きな季節は夏。
- 漫画好き。『うしおととら』、『SLAM DUNK』、『BASARA』は年一で読み返す。
- 生まれ変わったらなりたいのはラプンツェルかシータ。
- 好きな人は星野源、菅田将暉、阿部サダヲ。星野源を命の恩人レベルで敬愛。エッセイ『蘇る変態』を読み、楽曲『地獄でなぜ悪い』で一命をとりとめた、と言う。自室の壁は星野源のポスターが占める。菅田将暉についてはディストラクションベイビーズを見てからその演技に魅了される。その後数日で過去作品を見まくるほどにのめり込む。22歳の時にふくすけで阿部サダヲを見た時に天才と思う。
- 自分への評価として嬉しい言葉は「オモシロイ」「クレイジー」。お笑い芸人に対してのリスペクトも強く、中でも内村光良、山里亮太、若林正恭、岩井勇気への称賛の発言が多い。
- ネットショップにて過去のKOYAMASONICのTシャツ、パーカーを売り出し、アパレル業界に進出する。

## 出演

### 舞台
- TEAM-NACS RECOVER～描き続けるもうひとつの結論（1997年）
- TEAM-NACS 再演DOOR～在り続けるためのプロセス（1998年）
- SKグループ旗揚げ公演『メガトンキッス』（1998年）
- TEAM-NACS ESCAPER～探し続けていた場所（1999年）
- SKグループ第6回公演『W!』（2000年）
- SKグループ第7回公演『サンダアファイブ』（2000年）
- アインシュタインシアター『右目のゆううつ』（2000年）
- アインシュタインシアター『春の宵、桜に酔う』（2001年）
- TEAM-NACS LOVER～思い続けた君への贈り物（2001年）
- αプロジェクト『αの夏の世の夢』（2001年）
- イナダ組DX『MILK』（2002年）
- pan-dan『チオチモリンS』（2003年）
- イナダ組道内ロードツアー『マーブル・テーブル・トラブル』（2003年）
- SKグループ『re-sex』(ユニット公演) （2004年）
- SKグループコントライブ『SKGの営業vol.1』（2004年）
- SKグループコントライブ『SKGの営業vol.2』（2004年）
- SKグループ第17回公演『メキシカンTV』（2004年）
- ササキラボ『mind chip』（2004年）
- チータッツ『すべての犬は天国へ行く』ガス役（2004年）
- ハムプロ『GADGET』（2004年）
- SKグループ第18回公演『masterpiece』（2005年）
- SKグループ第19回公演『FAKE!』（2005年）
- SKグループ第19.5回公演『エキセントリックショートケーキ』（2005年）
- SKグループ第20回公演『再演A.』(札幌・東京公演) （2006年）
- SKグループ第21回公演『ナチュラルスイーツ』(教文演劇フェスティバル参加作品)（2006年）
- SKグループ第22回公演『B計画～彼の住む星～』（2006年）
- ハムプロ motto9『Real Life』（2006年）
- SKグループ緊急企画『B計画』プレミア公演inBLOCH（2007年）
- SKグループ第23回公演『B計画～彼女の住む宇宙～』(東京公演のみ)（2007年）
- SKグループ第24回公演『桜襲～さくらがさね～』(札幌公演)（2007年）
- SKグループ第24回公演『桜襲～さくらがさね～』(東京公演)（2007年）
- SKグループ第25回公演『ミスキャスト！』（2007年）
- SKグループ第26回公演『Boma Ye! ～奴ヲ殺セ～』（2008年）
- SKグループ第27回公演『使わなければダメになる』（2008年）
- SKグループ最終公演『That's That これでおしまい』（2008年）
- SKグループ公演『アイドゥー・アイドゥー』（2009年）
- J.P.G 第3試合「バカでしかない！！」（2012年）
- 空飛ぶ猫☆魂『自称探偵のサマー・オブ・ラブ』（日替わりゲスト）（2012年）
- 劇団竹『屍と幸せの女王』（2014年12月）
- 劇団竹札幌公演『なまぬるい沼』（2015年8月）
- デンドロカラムスギガンテウス♯２「アクアマリンなキスが好き！」（2015年12月）
- パインソー12thれんぞくきかくとうきょう2016『miLE』札幌公演（2016年1月）
- パインソー12thれんぞくきかくとうきょう2016『miLE』東京公演（2016年2月）
- 乃木坂46『じょしらく弐～時かけそば～』アンダースタディおよび出演（2016年4~5月）
- 第1回ちいさい2人芝居フェス2団体で参加（2016年6月）
  - カミナリフラッシュバックス『餅』（観客賞受賞）
  - メロトゲニ『わたしとわたしとわ』
- AD-LIVE2016 9/11夜回ゲスト(森久保祥太郎・小野賢章回)（2016年9月）
- 空飛ぶ猫☆魂札幌公演『8月のウィークエンド・プロフェシー』（2016年9~10月）
- KOYAMA SONIC企画・主催・出演　4作品同時上演 （2016年12月）
  - 『齷齪とaccept』
  - 『餅』
  - 『田中というオンナ』
  - 『大人がおはよう』
- 伊藤ヨタロウPresents東流会 東亰三姉妹（2017年2月）
- パインソー14thりったいきかく『そうしそうあい』（2017年3月）
- パブロ学級『4年で正月』（2017年5月）
- LONELY ACTER PROJECT ゲスト参加（2017年9月）
- AD-LIVE2017 ゲスト（彩-LIVE（いろどりぶ）としてゲスト出演）（2017年9~10月）
- Team Unsui 第一回公演『レンコン』（2017年10月25日~29日）
- パインソー16thバイナリーツアー2018初夏「BROTHER　B75」6月20日ゲスト出演
- AD-LIVE2018 10th Anniversary stage ～とてもスケジュールがあいました～ 仙台公演（彩‐LIVEとして出演）（2018年11月17日・18日）
- KOYAMA SONIC 2018企画・主催・出演『パラダイス銀河』(2018年12月27日～30日）
- KOYAMA SONIC 2019　一人芝居『齷齪とaccept』を含む三部構成のライブイベント（2019年12月13～15日）
- KOYAMA SONIC 2020 Vol.1　一人芝居『齷齪とaccept』を含む三部構成のライブイベント（2020年6月20・21日）
- Team Unsui 第４回公演『パレード』（2020年10月4日～11日）
- KOYAMA SONIC 2021  東京公演『齷齪とaccept』『餅』『鳥谷部さん』『FORTY LOVE』（2021年7月14日～18日　下北沢シアター711）  札幌公演『齷齪とaccept』『餅』『FORTY LOVE』　＆ トークイベント（2021年10月1日～3日　演劇専用小劇場 BLOCH）
- 劇団イナダ組　カメヤ演芸場物語外伝『あいかた』（2021年11月24日～28日　演劇専用小劇場 BLOCH）
- 宿り木プロデュース公演Vol.1「あi」（2022年10月18日 - 23日、新宿シアターブラッツ）
- 札幌ハムプロジェクト★東京支部『カラクリヌード』（2024年6月12日 - 16日、阿佐ヶ谷アルシェ）[2]

### テレビアニメ
- カイトアンサ 第12話（2017年）- 万海虎 役
- 遊☆戯☆王VRAINS（2018年4月 - ）- クイーン 役
- 火ノ丸相撲（2018年10月 - 2019年3月）- 久世美和子 役

### ドラマ
- プラージュ　～訳ありばかりのシェアハウス～（2017年　WOWOW）第1話　主演・星野源の隣人（声のみ）
- 下北沢ダイハード（2017年　テレビ東京）第5話　主人公の母（声のみ）
- 湊かなえ ポイズンドーター・ホーリーマザー（2019年　WOWOW）第5話　主婦 役
- シャイロックの子供たち（2022年　WOWOW）君島恵美 役

### ＴＶ番組
- 痛快TVスカッとジャパン　2時間ＳＰ！　（2018年5月14日　フジテレビ）　再現ドラマ中　買い物客・母親役（夫・竹内力 演）

### CM
【出演、北海道ローカル】
- ケイコとマナブ（日本語教師役）
- NTT DOCOMO
- セイコーマート
- ベルジンギスカンのたれ
- 洞爺サンパレス
- 白い恋人

【ナレーション、北海道ローカル】
- 三井アウトレットパークTVCM
- ステラプレイスTVCM
- 夕張メロンピュアゼリーTVCM
- 白い恋人TVCM
- ネクスコ東日本TVCM
- ノーザンホースパークTVCM �
- 都市間高速バスTVCM
- ホクレンTVCM
- 道新スポーツTVCM
- ミサワホームTVCM
- ツルハTVCM
- ホンダカーズTVCM
- イーアスTVCM
- びっくりドンキーTVCM
- 萌福祉サービスTVCM
- 北海道拓殖大学TVCM
- 洞爺サンパレスTVCM
- ルスツリゾートTVCM
- よつ葉乳業TVCM �
- ウィングベイ小樽TVCM
- 北海商科大学VP
- トヨタカローラVP

### 映画
壁男　監督:早川渉 スタイリスト役（2007年）

### ＣＤ
『E～jyan! KOYAMA』　小山めぐみと the little grace　（2016年）　作詞：パーシー（村田こけし・原彩弓）　作曲：おしゃまんべさとうくん　KOYAMA SONIC（2016）テーマソング